# Agalinis kingsii
Agalinis kingsii е вид растение от семейство Orobanchaceae. Видът е критично застрашен от изчезване.

## Разпространение
Разпространен е в Кайманови острови.